# Tentamun (XX dinastia)
Tentamun (t3-n.t-ỉmn, "pertany a Amon") va ser una reina egípcia de la dinastia XX. Era probablement l'esposa de Ramsès XI, l'últim faraó de la dinastia (1185 aC a 1078 aC aproximadament), amb qui va tenir dues filles Duathathor-Henuttaui i Tentamun, totes dues també reines de la dinastia XXI. Pels matrimonis de les filles, Tentamun esdevingué, doncs, mare de dues reines i, per tant, sogra del faraó Esmendes i del Summe Sacerdot d'Amon Pinedjem I, que es va apoderar dels títols reials aprofitant el seu càrrec sacerdotal. el qual havia esdevingut molt influent.
Tentamun apareix esmentada al papir funerari trobat amb la mòmia de la seva filla, la reina Duathathor-Henuttaui, que estava casada amb Pinedjem I. El nom de Tentamun hi està inscrit dins d'un cartutx. En el mateix papir, el nom del seu pare està registrat com a Nebseni